# Vlado Sučić
Vlado Sučić (Vidoši, općina Livno, BiH, 21. rujna 1936. - Sarajevo, 27. studenog 2023.), sveučilišni profesor, romanist.

## Životopis
Bio je redoviti profesor na Odsjeku za romanske jezike i književnosti Filozofskog fakulteta u Sarajevu. Doktorirao je 1983. godine na Filozofskom fakultetu Sveučilišta u Beogradu obranivši disertaciju pod naslovom Vremenska rečenica u savremenom francuskom i srpskohrvatskom jeziku.
Autor je 70-ak znanstvenih i stručnih radova. Napisao je 14 udžbenika francuskog jezika, po kojima se danas izvodi nastava u školama Federacije BiH.
U tri je mandata bio prodekan, a četiri godine i dekan Filozofskog fakulteta u Sarajevu, 1998/1999,1999/2000, 2000/2001. i 2001/2002.